# Calligonum yingisaricum
Calligonum yingisaricum är en slideväxtart som beskrevs av Z.M. Mao. Calligonum yingisaricum ingår i släktet Calligonum och familjen slideväxter. Inga underarter finns listade i Catalogue of Life.